# Ермаш, Андрей Филиппович
Андрей Филиппович Ермаш (5 марта 1957 — 25 марта 2025, Москва) — советский кинорежиссёр и сценарист, работавший в жанре научно-фантастического кино.

## Биография
Родился 5 марта 1957 года, по одним данным, в городе Черногорске, Красноярский край (РСФСР), по другим — в Свердловске.
В 1979 году окончил режиссёрский факультет ВГИКа (мастерская И. Таланкина). С 1983 года — режиссёр киностудии «Мосфильм», соавтор сценариев своих фильмов.
Будучи сыном председателя Госкино СССР Филиппа Ермаша, в 27 лет (после короткометражной новеллы «Возвращение доктора» в киноальманахе «Молодость») получил возможность снять фантастический боевик «Лунная радуга» по одноимённому роману Сергея Павлова. В фильме были задействованы известные актёры советского кинематографа, в том числе Игорь Старыгин и Василий Ливанов, музыку написал Эдуард Артемьев.
В 1987 году, уже после ухода Филиппа Ермаша с поста председателя Госкино, Андрей Ермаш снял свой второй фантастический фильм — «Конец Вечности» по мотивам одноимённого романа Айзека Азимова. Этот фильм стал его последней режиссёрской работой.
В 1989 году Андрей Ермаш вступил в гильдию кинорежиссёров России. После этого он на долгое время был вне поля зрения прессы.
6 июля 2024 года Андрей Ермаш впервые после длительного перерыва показался в публичном пространстве, пообщавшись по телефону с журналистами и посетителями авторского киноклуба режиссёра Геннадия Ершова «По краю экрана», который был организован Ярославским региональным отделением Всероссийского созидательного движения «Русский Лад» совместно с Обществом Читателей Письма. В рамках киноклуба также была показана картина Андрея Ермаша «Возвращение доктора».
Скоропостижно скончался 25 марта 2025 года на 69-м году жизни в своей квартире в Гранатном переулке.

## Режиссёрские работы
- 1980 — «Возвращение доктора» (новелла в киноальманахе «Молодость», выпуск 2)
- 1983 — «Лунная радуга»
- 1987 — «Конец Вечности»

## Сценарные работы
- 1983 — «Лунная радуга» (совместно с С. Павловым и В. Ежовым)